# Noel Gallagher's High Flying Birds (음반)
| 전문가 평가         | 전문가 평가 |
| 총 점수             | 총 점수     |
| 출처                | 점수        |
| ------------------- | ----------- |
| 메타크리틱          | 69/100      |
| 평가 점수           |             |
| 출처                | 점수        |
| AllMusic            | [ 1 ]       |
| BBC                 | Favourable  |
| The Daily Telegraph | [ 3 ]       |
| Digital Spy         | [ 4 ]       |
| NME                 | [ 5 ]       |
| Paste Magazine      | 8.2/10      |
| Pitchfork           | 5.7/10      |
| Q                   | 4/별        |
| Rolling Stone       | 3.5/별      |

《Noel Gallagher's High Flying Birds》는 영국의 록 밴드 노엘 갤러거스 하이 플라잉 버즈의 자칭 데뷔 스튜디오 음반이다. 2011년 10월 17일에 발매된 이 음반은 2009년 8월, 오아시스를 떠나 그룹 해체 이후 익명의 프런트 노엘 갤러거가 발매한 첫 스튜디오 음반이다.

## 배경
《Noel Gallagher's High Flying Birds》는 2010년에서 2011년 사이에 런던과 로스앤젤레스에서 녹음되었으며, 갤러거와 전 오아시스 프로듀서인 데이브 사디가 프로듀싱을 하였다. 이 음반에 수록된 음악가들은 크라우치 엔드 페스티벌 합창단과 와이어드 스트링스의 초청 공연 외에도 오아시스의 키보디스트 마이크 로우, 레몬 트리스의 드러머 제레미 스테이시, 타악기 연주자 레니 카스트로 등이 있다. 하이 플라잉 버즈라는 이름은 밴드로 사용하면서 제퍼슨 에어플레인 곡에서 영감을 얻어 피터 그린의 플리트우드 맥에 대한 경의를 표했다.
트랙 리스트에는 그 이름의 공개되지 않은 오아시스 트랙인 〈Stop the Clocks〉가 포함된다. 2011년 7월 20일, 〈The Death of You and Me〉가 리드 싱글로 확정되었으며, 2011년 8월 21일에 발매될 예정이며, 〈The Good Rebel〉가 B-사이드로 되었다. 2011년 8월 30일, 〈If I Had a Gun...〉은 크뢰크 라디오에서 초연되었고, 갤러거의 북미 데뷔 싱글이 될 것이다. 두 번째 영국 싱글은 〈AKA... What a Life!〉이며, 〈Let the Lord Shine a Light on Me〉가 B-사이드로 나온다. 2011년 9월 5일, 〈AKA... What a Life!〉라고 갤러거의 공식 유튜브 계정을 통해 초연되었다.
갤러거는 추후 통지가 있을 때까지 이 비정형 안드로기뉴스의 협업이 2013년까지 기다려야만 발매가 가능할 것이라고 말했다.
갤러거는 또한 "BAFTA 값어치가 있는 비디오"를 새 싱글로 촬영했다고 말한다. 그는 (그의 웹 블로그 '어디서 온 이야기'에서) "나는 약간 숙취적인 북부 택시 운전사의 역할을 연기했다"고 말했다. 나는 그것이 내 최고의 작품 중 하나이며, 적어도 바프타 하나는 할 만한 가치가 있다고 생각한다. 그 여배우 미샤 바턴도 거기에 있었다. 예쁜 아가씨. (맨체스터) 시티 팬이라면 믿을 수 있겠나!?!?". 〈Everybody's on the Run〉은 후에 음반에서 다섯 번째 싱글로 확인되었고 2012년 8월 6일에 발매되었다.

## 커버 아트

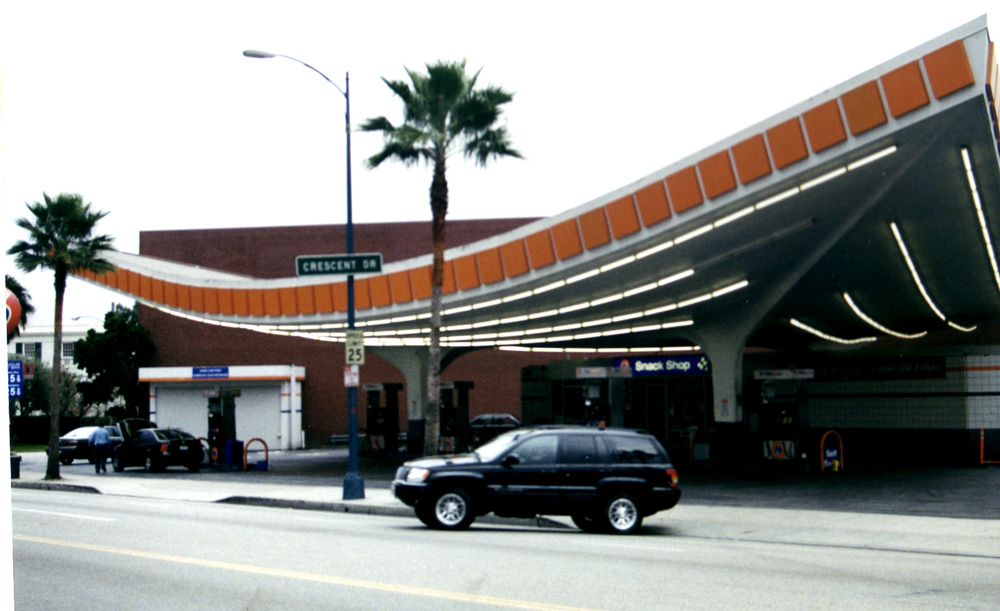
음반 커버 사진이 찍힌 비벌리힐스의 주유소.

노엘의 개인 사진작가 로렌스 왓슨은 2010년 봄부터 캘리포니아주 로스앤젤레스와 비벌리힐스에서 갤러거를 직접 촬영할 예정이었는데, 이 곳에서 수많은 사진들이 보도 자료와 '하이 플라잉 버즈' 커버 삽화를 위해 촬영되었다. 그가 솔로 가수로써 삽화에 포함되어야 한다는 통지를 받았을 때, 갤러거는 "경찰국 옆 비벌리힐스에는 삼각형 네온 지붕이 있는 오래된 주유소가 있는데, 그 밑에 서 있으면 콩코드 밑에 서 있는 것 같습니다. 그래서 우리는 어느 날 밤 밖에 나가 네온에 불이 다 켜져 있고, 이 사진들을 찍고 있어요. 마치 내가 날아다니는 높은 새의 날개 아래에 서 있는 것처럼 보여요!"
18개월 만에 잘 문서화된 후에 삽화 자체와 그 밖의 수많은 사진들을 보여주기 위해, 노엘 갤러거의 솔로 경력 발매를 위한 사진 전시회가 2011년 10월 27일부터 11월 13일까지 영국 런던에서 로렌스 왓슨에 의해 열렸다.

## 곡 목록
모든 곡들은 노엘 갤러거에 의해 작사/작곡하였다.
| #   | 제목                                               | 재생 시간 |
| --- | -------------------------------------------------- | --------- |
| 1.  | 〈Everybody's on the Run〉                         | 5:30      |
| 2.  | 〈Dream On〉                                       | 4:29      |
| 3.  | 〈If I Had a Gun...〉                              | 4:09      |
| 4.  | 〈The Death of You and Me〉                        | 3:29      |
| 5.  | 〈(I Wanna Live in a Dream in My) Record Machine〉 | 4:23      |
| 6.  | 〈AKA... What a Life!〉                            | 4:24      |
| 7.  | 〈Soldier Boys and Jesus Freaks〉                  | 3:22      |
| 8.  | 〈AKA... Broken Arrow〉                            | 3:35      |
| 9.  | 〈(Stranded on) The Wrong Beach〉                  | 4:02      |
| 10. | 〈Stop the Clocks〉                                | 5:04      |

## 인증
| 국가       | 인증        | 판매량/출하량 |
| ---------- | ----------- | ------------- |
| 영국 (BPI) | 2× 플래티넘 | 835,000       |